# Нікандр (цар Спарти)
Нікандр (дав.-гр. Νίκανδρος) — цар Спарти близько 750—725/720 роках до н. е. (за іншою хронологією — 824—786 роках до н. е.). Його вислови наводить Плутарх.

## Життєпис
Походив з династії Евріпонтидів. Син царя Харілая. Згідно з Євсевієм Кесарійським, панував 38 років, Кліментом Александрійським — 39 років.
Діяв у злагоді зі співцарем Телеклом. У союзі з містом-державою Асіни почав війну проти Аргосу, але без певного результату. Його наступником став син Феопомп.